# 布尔域
布尔域 B 是一般的 2-元素集合，比如 B = {0, 1}，它的元素被解释为逻辑值，典型的 0 = 假而 1 = 真。
布尔变量 x 是从布尔域取值的变量，比如 x ∈ B。